# Natação artística no Campeonato Europeu de Esportes Aquáticos de 2021 - Rotina técnica equipes
A prova da rotina técnica equipes da natação artística no Campeonato Europeu de Esportes Aquáticos de 2021 ocorreu nos dias 12 de maio na Arena Danúbio, em Budapeste na Hungria.

## Calendário
| Fase  | Data       | Hora  |
| ----- | ---------- | ----- |
| Final | 12 de maio | 16:00 |

Todos os horários estão no horário local (UTC+1)

## Medalhistas
| Ouro | Prata | Bronze |
| Rússia · Vlada Chigireva · Marina Goliadkina · Veronika Kalinina · Svetlana Kolesnichenko · Polina Komar · Svetlana Romashina · Alla Shishkina · Maria Shurochkina | Ucrânia · Maryna Aleksiiva · Vladyslava Aleksiiva · Marta Fiedina · Kateryna Reznik · Anastasiya Savchuk · Alina Shynkarenko · Kseniya Sydorenko · Yelyzaveta Yakhno | Espanha · Ona Carbonell · Berta Ferreras · Meritxell Mas · Alisa Ozhogina · Paula Ramírez · Sara Saldaña · Iris Tió · Blanca Toledano |

## Final
Esse foi o resultado da final.
| Pos.              | Nacionalidade | Nadadoras | Pontos  |
| ----------------- | ------------- | --- | ------- |
| Medalha de ouro   | Rússia        | Vlada Chigireva Marina Goliadkina Veronika Kalinina Svetlana Kolesnichenko Polina Komar Svetlana Romashina Alla Shishkina Maria Shurochkina     | 95.6705 |
| Medalha de prata  | Ucrânia       | Maryna Aleksiiva Vladyslava Aleksiiva Marta Fiedina Kateryna Reznik Anastasiya Savchuk Alina Shynkarenko Kseniya Sydorenko Yelyzaveta Yakhno    | 92.3920 |
| Medalha de bronze | Espanha       | Ona Carbonell Berta Ferreras Meritxell Mas Alisa Ozhogina Paula Ramírez Sara Saldaña Iris Tió Blanca Toledano                                   | 89.7700 |
| 4                 | Bielorrússia  | Vera Butsel Marharyta Kiryliuk Hanna Koutsun Kseniya Kuliashova Anastasiya Navasiolava Valeryia Puz Kseniya Tratseuskaya Aliaksandra Vysotskaya | 84.0494 |
| 5                 | Israel        | Eden Blecher Shelly Bobritsky Maya Dorf Noy Gazala Catherine Kunin Nikol Nahshonov Ariel Nassee Polina Prikazchikova                            | 82.7741 |
| 6                 | Suíça         | Mila Egli Ilona Fahrni Emma Grosvenor Anouk Helfer Vivienne Koch Joelle Peschl Alissa Weibel Tessa Zollinger                                    | 82.3816 |
| 7                 | Reino Unido   | Isobel Blinkhorn Millicent Costello Daisy Gunn Cerys Larsen Aimee Lawrence Daniella Lloyd Robyn Swatman Laura Turberville                       | 79.0943 |